# Alan Charles Kors

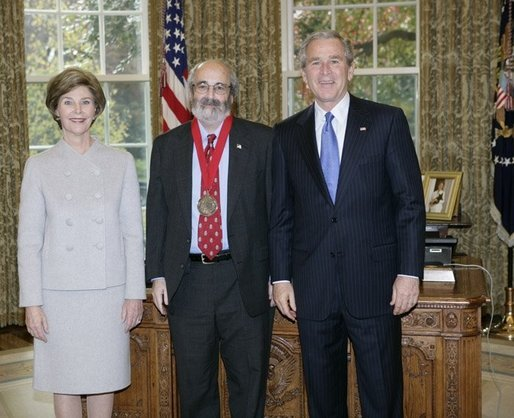
Alan Charles Kors anlässlich der Verleihung der National Humanities Medal (2005)

Alan Charles Kors (* in Jersey City, New Jersey) ist ein US-amerikanischer Historiker.

## Leben
Kors studierte an der Princeton University und erhielt dort 1964 einen Bachelor of Arts Summa Cum Laude in Geschichte. Anschließend setzte er sein Studium an der Harvard University fort, wo er 1965 einen Master of Arts in europäischer Geschichte erhielt und 1968 zum Ph.D., in europäischer Geschichte, promovierte.
Ab 1968 nahm Kors seine Lehrtätigkeit an der University of Pennsylvania auf, erst von 1968 bis 1973 als Assistant Professor für Geschichte, dann von 1974 bis 1988 als Associate Professor für Geschichte und schließlich seit 1988 als Professor für Geschichte. Als solcher hatte er von 2004 bis 2009 den Lehrstuhl George H. Walker Endowed Term Chair in History inne und ist seit 2009 Henry Charles Lea Professor of History.
Von 1989 bis 1990 gehörte er dem Editorial Board der University of Pennsylvania Press an. Von 1992 bis 1998 war er Mitglied des National Council on the Humanities. Daneben gehörte er von 1993 bis 1998 dem Board of Editors der Fachzeitschrift Eighteenth-Century Life an. Kors war Mitgründer der Foundation for Individual Rights in Education und fungierte von 1999 bis 2006 als Präsident der Organisation. 2002 war er Chefredakteur (Editor-in-Chief) bei der Herausgabe der vierbändigen Encyclopedia of the Enlightenment. Seit 2006 gehört er dem Board of Editors der Fachzeitschrift Diderot Studies an.
2005 wurde er mit der National Humanities Medal ausgezeichnet. 2008 erhielt er den Bradley Prize der Lynde and Harry Bradley Foundation, sowie den Jeane Kirkpatrick Award for Defense of Academic Freedom.

## Veröffentlichungen (Auswahl)
- mit Edward Peters (Hrsg.): Witchcraft in Europe 1100–1700: A Documentary History (1972, Philadelphia: University of Pennsylvania Press)
  - mit Edward Peters (Hrsg.):  Witchcraft in Europe 400–1700 (2001, Philadelphia: University of Pennsylvania Press, überarbeitete Version)
- D’Holbach’s Coterie: An Enlightenment in Paris (1976, Princeton, New Jersey: Princeton University Press)
- (Hrsg.): Anticipations of the Enlightenment in England, France and Germany. (1987, Philadelphia: University of Pennsylvania Press)
- Atheism in France, 1650-1729: The Orthodox Sources of Disbelief. (1990, Princeton: Princeton University Press)
- mit Harvey A. Silverglate: The Shadow University: The Betrayal of Liberty on America’s Campuses (1998, New York: The Free Press)
- (Hrsg.): Encyclopedia of the Enlightenment (2002, 4 Bände, New York: Oxford University Press)
- Naturalism and Unbelief in Early-Modern France (2016, New York, Cambridge: Cambridge University Press)
- Epicureans and Atheists in Early-Modern France (2016, New York, Cambridge: Cambridge University Press)